# Biutyful
Biutyful è un singolo del gruppo musicale britannico Coldplay, pubblicato il 6 luglio 2022 come sesto estratto dal nono album in studio Music of the Spheres.

## Video musicale
Il video, diretto da Mat Whitecross, è stato pubblicato in concomitanza del lancio del singolo attraverso il canale YouTube del gruppo.

## Tracce
Testi e musiche di Guy Berryman, Jonny Buckland, Will Champion, Chris Martin, Max Martin e Oscar Holter.
1. Biutyful – 3:12

## Formazione
Gruppo
- Chris Martin – voce, tastiera, chitarra, pianoforte
- Jonny Buckland – chitarra, tastiera
- Guy Berryman – basso, tastiera
- Will Champion – percussioni

Altri musicisti
- Daniel Green – programmazione, tastiera
- Rik Simpson – programmazione, tastiera
- Federico Vindver – tastiera
- Max Martin – programmazione, tastiera
- Davide Rossi – strumenti ad arco e relativo arrangiamento
- Angel Lopez – tastiera

Produzione
- Max Martin – produzione
- Oscar Holter – produzione
- Bill Rahko – produzione, ingegneria del suono
- Michael Ilbert – ingegneria del suono
- Șerban Ghenea – missaggio
- John Hanes – assistenza al missaggio
- Randy Merrill – mastering
- Federico Vindver – produzione aggiuntiva
- Angel Lopez – produzione aggiuntiva

## Classifiche
| Classifica (2023-24) | Posizione massima |
| -------------------- | ----------------- |
| Portogallo           | 172               |
| Singapore            | 29                |